# Нейфах, Александр Александрович
Александр Александрович Нейфах (2 мая 1926, Москва — 21 ноября 1997, Москва) — советский и российский биохимик, доктор биологических наук, профессор.

## Биография
Родился 2 мая 1926 года в Москве в семье врачей Александра Абрамовича Нейфаха и Евгении Яковлевны Подольской; семья жила в доме № 4 в Малом Златоустинском переулке. Его дед, Абрам Юлианович (Юделевич) Нейфах (?—1921), был военным врачом, затем земским врачом, солдатским депутатом (1917) и начальником центральной амбулатории эвакопункта в Ростове-на-Дону, где умер заразившись холерой; прадед — Юдель Айзикович Нейфах — был одним из руководителей еврейской общины и товарищем председателя Еврейского литературно-музыкального общества Витебска. Мать, Е. Я. Подольская, была автором монографии «Рентгенодиагностика первичного рака лёгкого» (1962) и приходилась сестрой физику Б. Я. Подольскому.
Участник Великой Отечественной войны. На фронт 17-летний юноша попал 1943 году, прослужив до конца войны наводчиком орудия зенитной батареи.
Демобилизовавшись в 1946 году в Германии в звании ефрейтора, поступил на биологический факультет МГУ и закончил его за два года, специализируясь на кафедре эмбриологии. Доктор биологических наук (1962), профессор. С 1954 года работал в Институте биологии развития РАН, с 1967 года заведовал лабораторией биохимической эмбриологии. Академик РАЕН.
Член КПСС с 1952 года. В 1968 году был исключён из КПСС за то, что подписал письма в защиту участников демонстрации на Красной площади, протестовавших против ввода войск стран Варшавского договора в Чехословакию. Член Хельсинкской группы по защите прав человека.
Умер в Москве 21 ноября 1997 года. Похоронен на Новом Донском кладбище.

## Основные направления научной деятельности
- ядерно-цитоплазматические отношения в раннем развитии
- генетический контроль синтеза белков в эмбриогенезе
- радиационная инактивация ядер в развитии
- генетика скорости эмбриогенеза

А. А. Нейфах — автор научного открытия «Периодическая функция ядер в развитии организма животных», которое занесено в Государственный реестр открытий СССР под № 14 с приоритетом от 1958 г.

## Книги А. А. Нейфаха
- Нейфах А. А., Лозовская Е. Р. Гены и развитие организма. — М.: Наука, 1984. — 192 с. — (От молекулы до организма).
- Нейфах А. А. Взгляды. Идеи. Раздумья. — М.: Наука, 2006. — 120 с. — ISBN 5-02-005208-6.

## Память
- К 75-летнему юбилею Александра Александровича Нейфаха в издательстве «Наука» была выпущена книга с его статьями «Взгляды. Идеи. Раздумья»[6].

## Семья
- Сын — Юрий (Георгий) Александрович Нейфах (1952—2005), кандидат физико-математических наук, протоиерей, настоятель Успенского храма г. Курчатова, преподаватель КГУ, автор книг «Гармония божественного творения», «О страстях и покаянии» и «Промысел Божий и человеческая свобода».[7]
- Сын — Александр Александрович Нейфах (1957—2006), биохимик и молекулярный биолог, профессор Иллинойсского университета в Чикаго.[8][9]
  - Внук — Леон Нейфах, журналист, сотрудник «The Boston Globe».[10]
- Сын — Илья Александрович Лозовский, 1983 г.р., живет в Сараево (Босния и Герцеговина), работает журналистом в издании «OCCRP» (Центр исследования коррупции и организованной преступности).[11]
- Дядя — Борис Яковлевич Подольский (1896—1966), американский физик-теоретик, соавтор парадокса Эйнштейна—Подольского—Розена.
- Дядя — цитолог и биохимик Соломон Абрамович Нейфах (1909—1992), член-корреспондент АМН СССР.
- Дядя — оториноларинголог Эммануил Абрамович Нейфах.